# Yesterdays (альбом Yes)
Yesterdays — музичний альбом гурту Yes. Виданий 27 лютого 1975 року лейблом Atlantic. Загальна тривалість композицій становить 45:31. Альбом відносять до напрямку прогресивний рок.

## Список пісень
Сторона A
1. «America» — 10:30
2. «Looking Around» — 4:00
3. «Time and a Word» — 4:32
4. «Sweet Dreams» — 3:50

Сторона B
1. «Then» — 5:45
2. «Survival» — 6:20
3. «Astral Traveller» — 5:53
4. «Dear Father» — 4:21